# Медведев, Святослав Александрович
Святослав Александрович Медведев (род. 29 марта 1941, Кустанай, Казахская ССР, СССР) — советский и казахстанский государственный политический деятель.

## Биография
Образование: Уральский лесотехнический институт, заочная Высшая партийная школа при ЦК КПСС.
Окончив институт, работал инженером-механиком отдела пути отделения железной дороги в Кустанайской области, заведующим лекторской группой Кустанайского обкома комсомола, второй, первый секретарь Кустанайского горкома комсомола, второй, первый секретарь Кустанайского обкома комсомола (1967—1977).
Председатель Боровского райисполкома Кустанайской области, первый секретарь Карасуского райкома партии Кустанайской области (1977—1985).
Первый заместитель заведующего отделом ЦК Компартии Казахстана (1985—1986), председатель Джамбулского облисполкома (1986—1988).
Первый секретарь Северо-Казахстанского обкома Компартии Казахстана (1988—1991), председатель Северо-Казахстанского областного Совета народных депутатов (1990—1992.).
С февраля 1992 года — министр экологии и биоресурсов Республики Казахстан
Народный депутат СССР с 1989 по 1992 год от Северо-Казахстанского национально-территориального избирательного округа № 151 Казахской ССР.
Член КПСС с 1967 года. Член ЦК КПСС в 1990—1991 годах.

## Награды
- Орден Ленина
- Орден Трудового Красного Знамени
- Орден «Знак Почёта»
- Медаль «За трудовое отличие» (2001, Казахстан)[3]